# Parafia Najświętszego Serca Jezusa w Borzytuchomiu
Parafia Najświętszego Serca Pana Jezusa w Borzytuchomiu – rzymskokatolicka parafia w Borzytuchomiu. Należy do dekanatu bytowskiego diecezji pelplińskiej. Erygowana w 1951 roku.